# Glen Ellen
Glen Ellen is een plaats (census-designated place) in de Amerikaanse staat Californië en valt bestuurlijk gezien onder Sonoma County.

## Demografie
Bij de volkstelling in 2010 werd het aantal inwoners vastgesteld op 784, een daling van 21% ten opzichte van 2000.

## Geografie
Volgens het United States Census Bureau beslaat de plaats een oppervlakte van
5,4 km², geheel bestaande uit land. Glen Ellen ligt op ongeveer 331 m boven zeeniveau.

## Plaatsen in de nabije omgeving
De onderstaande figuur toont nabijgelegen plaatsen in een straal van 16 km rond Glen Ellen.